# Dernier Amour (film, 1916)
Pour plus de détails, voir Fiche technique et Distribution.
Dernier amour est un film muet français réalisé par Léonce Perret et sorti en 1916.

## Fiche technique
- Réalisation : Léonce Perret
- Scénario : Léonce Perret
- Chef-opérateur : Georges Specht
- Société de production : Société des Établissements L. Gaumont
- Pays de production : France
- Format : Muet - Noir et blanc - 1,33:1 - 35 mm
- Durée : 55 minutes
- Date de sortie : 
  - France : 24 novembre 1916

## Distribution
- René Cresté : Roger Mareuil, le cinéaste
- Valentine Petit : Ninon Lancret
- Reine Dessort : Jeannine
- Armand Dutertre : Papa Brichaud, le vieux comédien
- Édouard-Émile Violet : Marquis de Suberville
- Fabrice : Maître Lafont